# Курганов, Алексей Витальевич
Алексей Витальевич Курганов (род. 28 апреля 1977, г. Очёр, Пермская область) — российский актёр театра и кино, театральный режиссёр, театральный педагог; филолог, кандидат филологических наук (2003).

## Биография
В 1999 году окончил филологический факультет Пермского университета по специальности «русский язык и литература», затем работал в том же университете: доцент кафедры русской литературы, сотрудник Лаборатории культурной и визуальной антропологии. В 2003 г. защитил кандидатскую диссертацию.
С 1998 г. работал актёром и режиссёром в пермском Студенческом театре драмы, в 2003—2006 гг. — в пермском театре «У Моста».
В 2005 г. окончил режиссёрское отделение Театрального института им. Б. Щукина (мастер курса М. Б. Борисов).
С 2007 г. — актёр, режиссёр и художественный руководитель театра «Московская драматическая группа». В 2008—2011 годах состоял в труппе театра «ФЭСТ».
Преподаёт мастерство режиссуры в Театральном институте им. Б. Щукина и мастерство актёра в ГИТИС.

## Творчество

### Роли в театрах
пермский театр «У Моста»
- «Мастер и Маргарита» по М. Булгакову, режиссёр С. Федотов) — Иван Бездомный
- «Панночка» Н. Садур, режиссёр С. Федотов — Дорош
- «Сиротливый Запад» М. Макдонаха, режиссёр С. Федотов — Вэлин Коннор
- «Предложение» А. Чехова, режиссёр С. Федотов — Ломов

пермский Студенческий театр драмы
- «Забыть Герострата» Г. Горина, режиссёр С. Мерзляков — Герострат
- «Собачий вальс» Л. Андреева, режиссёр С. Мерзляков — Феклуша
- «Дни нашей жизни» Л. Андреева, режиссёр С. Мерзляков — Фон Ранкен
- «Эмигранты» С. Мрожека, режиссёр Я. Колчанов — Интеллигент

Центр Драматургии и Режиссуры Алексея Казанцева и Михаила Рощина, Москва
- «Майзингер» (по пьесе Г. Грекова, реж. Ю.Муравицкий) — ангел-почтальон

- «Плоды просвещения» Л. Толстого, режиссёр М. Борисов — 1-й мужик
- «Чума на оба ваши дома» Г. Горина, режиссёр И. Шаповалов — Валентин
- «Фантазии Фарятьева», режиссёр Н. Крутиков — Фарятьев

### Режиссёрские работы
пермский Студенческий театр драмы
- «Дон-Жуан» Ж. Б. Мольера
- «Сказки» Салтыкова-Щедрина

пермский театр «У Моста»
- «Старуха» Д. Хармса
- «Маленькие трагедии» А. С. Пушкина

театр «Московская драматическая группа»
- «Белый ангел с черными крыльями» Д. Балыко

театр «ФЭСТ»
- «Фантазии Фарятьева»
- «Храброе сердце» (2009)
- «Три сестры» (2011).

русский драмтеатр Башкортостана
- «Дни нашей жизни»[4][5]

### Роли в кино
- 2005 — 2011 —  Кулагин и партнёры — Михаил Рябикин
- 2006        —  Братья по-разному — почтальон
- 2006        —  Виола Тараканова. В мире преступных страстей 3 — могильщик
- 2006 — 2007 — Любовь как любовь — свидетель
- 2006 — 2012 — Детективы — Гвоздиков
- 2007 —        Платина — сержант милиции
- 2007 —        Судебная колонка (Квартира для ветерана, 8 серия) — дежурный в отделении
- 2007 — 2013 — След — Кирилл Танин
- 2010 —        Была любовь — эпизод
- 2010 —        Школа — Арсений Иванович Дегтярёв, учитель химии
- 2013 —        Не ври мне — Алексей
- 2013 —        СашаТаня — продавец пылесоса